# Mijn vader is een detective: De wet van 3
Mijn vader is een detective: De wet van 3 is een Nederlandse avonturen- en familiefilm uit 2011, geregisseerd door Will Wissink.

## Verhaal
Wanneer de moeder van de mysterieuze veertienjarige Mara verdwijnt, vraagt ze aan detective Max om haar moeder te zoeken. Mara blijkt een heks te zijn die Sterre, het meisje op wie Sam en Ortwin beiden verliefd zijn, steeds meer in haar dwang krijgt. De jongens doen er alles aan om Mara te ontmaskeren en belanden in een spannend oord waar vreemde rituelen worden uitgeoefend en niemand veilig is.

## Rolverdeling
| Acteur                 | Rol    |
| ---------------------- | ------ |
| Cees Geel              | Max    |
| Willeke van Ammelrooy  | Aurora |
| Daniël Boissevain      | Chris  |
| Peggy Jane de Schepper | Helen  |
| Tjeerd Melchers        | Sam    |
| Jasmin Pasteuning      | Sterre |
| Rick Mackenbach        | Ortwin |
| Tara Hetharia          | Mara   |
| Jesse Faber            | Jesse  |
| Ellen ten Damme        | Femke  |
| Marline Williams       | Ramira |